# Onderwijswet van 1806
De Nederlandse onderwijswet van 1806 (ook wel schoolwet van 1806) regelde van 1806 tot 1857 het openbaar lager onderwijs. Daarna werd de wet vervangen door de onderwijswet van 1857.
De belangrijkste zaken die in de wet van de hand van Adriaan van den Ende en Johannes van der Palm werden vastgelegd zijn de volgende:
- Leraren werden verplicht vanaf 1806 klassikaal les te gaan geven, hierbij werd de oude manier van lesgeven verboden (het zogenaamde hoofdelijk onderwijs).
- Het onderwijs had de bedoeling zowel de maatschappelijke als de christelijke deugden te onderwijzen.
- Vanaf 1806 moesten onderwijzers bevoegd zijn tot onderwijzen. Daarbij moesten zij examens afleggen waarin zij bewezen dat ze inderdaad bevoegd waren.
- Landelijke inspectie hield toezicht of de nieuwe schoolregels werden nageleefd.
- Ouders werden verplicht schoolgeld te betalen. Wel werd er nog steeds onderscheid gemaakt tussen openbaar onderwijs en bijzonder onderwijs.